# Catherine Chabaud
Catherine Chabaud (ur. 29 listopada 1962 w Bron) – francuska żeglarka i dziennikarka, deputowana do Parlamentu Europejskiego IX kadencji. Pierwsza kobieta, która przepłynęła samotnie jachtem dookoła Ziemi bez zawijania do portu.

## Życiorys
Z wykształcenia dziennikarka, w 1983 ukończyła studia w instytucie dziennikarstwa IPJ w ramach Université Paris-Dauphine. Przez kilkanaście lat pracowała w zawodzie, współpracując z prasą, radiem i telewizją.
Zajęła się także żeglarstwem, odbyła m.in. 14 rejsów przez Atlantyk (w tym 4 jednoosobowe). W 1996 wystartowała w Vendée Globe, regatach solo dookoła Ziemi bez zawijania do portu i bez pomocy z zewnątrz. Płynęła jachtem „Whirlpool-Europe 2”, kończąc te zawody z czasem 140 dni 4 godziny i 38 minut (6. miejsce w klasyfikacji generalnej). Stała się tym samym pierwszą kobietą, która samotnie w takich warunkach opłynęła Ziemię. Ponownie startowała w tych regatach w 2000, jednak nie ukończyła ich z uwagi na uszkodzenie jachtu.
Od 2002 zajmowała się różnymi działaniami na rzecz ochrony środowiska morskiego i linii brzegowej m.in. w ramach programów rządowych i organizacji pozarządowych. W latach 2010–2015 zasiadała w Radzie Gospodarczej, Społecznej i Środowiskowej. W 2016 została pełnomocnikiem ministra środowiska do spraw morskich. Zaangażowała się również w działalność polityczną w ramach Ruchu Demokratycznego.
Autorka lub współautorka publikacji książkowych: Possibles rêves (1997), Entre deux mers, entre deux mondes (2000), Femme libre, toujours tu chériras la mer (2007), Préserver la mer et son littoral (2008).
W wyborach w 2019 z listy zorganizowanej wokół prezydenckiego ugrupowania LREM uzyskała mandat posłanki do Europarlamentu IX kadencji.
Odznaczona Legią Honorową klasy V (2006) i IV (2014) oraz Orderem Narodowym Zasługi klasy V (2006).